# Павлищева, Ольга Сергеевна
О́льга Серге́евна Павли́щева (в девичестве — Пу́шкина; 20 ноября [1 декабря] 1797, Москва — 2 [14] мая 1868, Санкт-Петербург) — родная старшая сестра Александра Пушкина. Была с ним очень дружна в детстве и юности.
Поэт относился к ней дружески, делился своими впечатлениями и нередко спрашивал её советов. Ольга Пушкина, довольно начитанная в литературе французской и русской, и сама была не чужда поэтического вдохновения; выдержки из её альбома — стихи французские и русские.
27 января 1828 года в возрасте тридцати лет Ольга Сергеевна тайно от родителей вышла замуж за Н. И. Павлищева. В. А. Жуковский в письме к А. А. Воейковой от 4 февраля 1828 г. писал:

«Пушкина, Ольга Сергевна, одним утром приходит к брату Александру и говорит ему: милый брат, поди скажи нашим общим родителям, что я вчера вышла замуж… Брат удивился, немного рассердился, но, как умный человек, тотчас увидел, что худой мир лучше доброй ссоры, и понес известие родителям. Сергею Львовичу сделалось дурно… Теперь все помирились.»

Сестре Пушкин посвятил стихотворения: «К сестре» (1814), «Позволь душе моей открыться пред тобою…» (1819, неоконченное). Старшие Пушкины, однако, не любили своего зятя.
Её воспоминания записаны мужем по просьбе П. В. Анненкова (1851). В них отражены семейные отношения Пушкиных, содержатся ценные сведения о ранних годах жизни поэта. Анненков в биографии Александра Пушкина использовал и устные рассказы Павлищевой.
После свадьбы, в 1828-м и до середины 1829 года, Ольга Сергеевна живёт с мужем в маленькой квартире где-то в Большом Казачьем переулке.
Замужество не принесло ей счастья; вскоре Ольга Сергеевна заболела, безуспешно лечилась, подолгу жила с мужем врозь и в конце концов разошлась с ним окончательно.
Н. И. Павлищев в марте 1831 года уезжает служить в канцелярии председателя временного правительства Царства Польского, а его жена остаётся в Петербурге. Только глубокой осенью 1832 года, перенеся тяжёлую болезнь (у неё отнялись ноги), она едет в Варшаву к мужу.
В 1834 году у Ольги Сергеевны родился сын Лев. В 1837 году она родила дочь Надежду.
В конце жизни здоровье Ольги Сергеевны расстроилось окончательно — ей грозила полная слепота. Разъехавшись с мужем в начале 1850-х годов, Ольга Сергеевна доживала остаток дней в Петербурге.
Ольга Сергеевна скончалась 2 мая 1868 года в Петербурге. Была похоронена на Новодевичьем кладбище; в 1930-х годах захоронение было перенесено в Александро-Невскую лавру на Тихвинское кладбище — Некрополь мастеров искусств.